# Greenwood (Illinois)
Greenwood é uma vila localizada no estado americano de Illinois, no Condado de McHenry.

## Demografia
Segundo o censo americano de 2000, a sua população era de 244 habitantes.
Em 2006, foi estimada uma população de 249, um aumento de 5 (2.0%).

## Geografia
De acordo com o United States Census Bureau tem uma área de
4,0 km², dos quais 4,0 km² cobertos por terra e 0,0 km² cobertos por água.

## Localidades na vizinhança
O diagrama seguinte representa as localidades num raio de 12 km ao redor de Greenwood.